# Pirsaat
Pirsaat är ett vattendrag i Azerbajdzjan.   Det ligger i distriktet Şirvan, i den östra delen av landet, 70 km sydväst om huvudstaden Baku.
Trakten runt Pirsaat består i huvudsak av gräsmarker.